# Istota
Istota, esencja, eidos (gr. είδος, łac. essentia) – w filozofii istota ma być samym sednem rzeczy, ich prawdziwą naturą, wiedzą, która wydaje się osiągalna przy pogłębionym poznaniu świata. W uproszczeniu: istota bytu jest tym, co sprawia, że byt jest taki jaki jest, albo że w ogóle jest.
Według Kanta sztuka i metafizyka mają ten sam cel – poznanie istoty bytu.
Martin Heidegger: twierdzi, że „Istota bytu ludzkiego zawarta jest w jego egzystencji”.
Niektórzy mistycy, tak Wschodu, jak Zachodu twierdzą, że istotę bytu można poznać poprzez medytację.
Wedyjskie pisma za pierwotną istotę uważają Puruszę. Bóg, Najwyższa Osoba, jest doskonały i pełny sam w sobie. Jako że jest całkowicie doskonały, wszelkie Jego emanacje, takie jak ten zjawiskowy świat, są idealnie wyposażonymi, doskonałymi pełniami. Cokolwiek powstaje z Doskonałej Pełni, samo też jest pełne. Bóg jest Doskonałą Pełnią, dlatego – chociaż emanuje z Niego tyle doskonałych pełni – pozostaje On w doskonałej równowadze.